# الثلج الأحمر (قنبلة نووية)

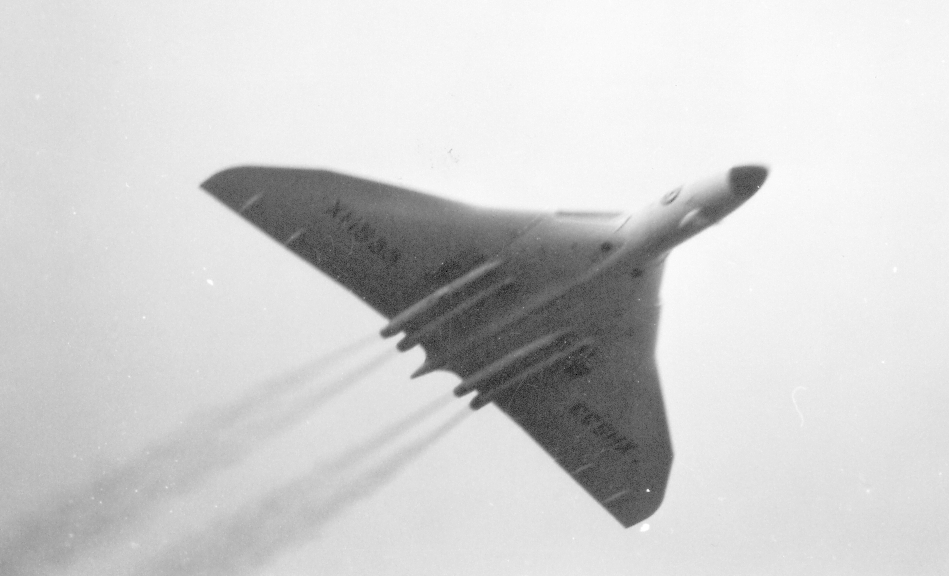

الثلج الأحمر هو سلاح نووي حراري بريطاني. كان مماثل بالرأس الحربي النووي دبليو 28 التابع لجيش الولايات المتحدة المستخدم في القنبلة النووية بي 28 مع تفجير يبلغ حوالي 1.1 مليون طن.

## التطوير
تم تطوير رأس الثلج الأحمر بعد قرار صدر في سبتمبر 1958 بتبني الرأس الحربي الأمريكي للاستخدام البريطاني في أعقاب اتفاقية الدفاع المتبادلة الأمريكية البريطانية لعام 1958. دخل الخدمة في عام 1961 وظل قيد الاستخدام حتى عام 1972.